# Glycoside
Glycosiden zijn een groep van biochemische stoffen (biomoleculen) die zijn opgebouwd uit een suiker (het glycon) en een niet-suiker (het aglycon). Glycosiden hebben vaak een belangrijke fysiologische of farmacologische werking.

## Classificatie
Chemisch gezien zijn glycosiden suikers die aan een niet-suiker zijn gebonden. De glycosiden kunnen worden geclassificeerd aan de hand van het glycon, van het type verbinding of van het aglycon.
- Glycon
De meest voorkomende suiker in glycosiden is glucose (druivensuiker), maar ook galactose, ramnose en grotere suikerketens komen voor. Naargelang de chemische aard van het suikergedeelte spreekt men derhalve ook wel van glucosiden, ramnosiden etcetera. Ook kan onderscheid worden gemaakt naar het aantal suikereenheden van het glycoside: de mono-, di- en triglycosiden etc.
- Type verbinding
Afhankelijk van de groep van het niet-suiker (bijvoorbeeld hydroxyl, thiol, amine of aan C gebonden H) deel waar het glycon aan vastzit, zijn de glycosiden in vier groepen onder te verdelen: de O-glycosiden, de S-glycosiden of thioglycosiden, de N-glycosiden of nitroglycosiden en de C-glycosiden of glycosylen.
- Aglycon.
Voor biochemische of farmacologische doeleinden is dit de meest praktische classificatie.

Voorbeelden zijn:
- Antrachinonglycosiden (emodineglycosiden) zijn afgeleid van 1,8-dihydroxyantraquinon (dantron, chrysazine), de oxygroepen bevinden zich niet aan één kern. Ze komen voor in rhamnus-, rheum-, cassia-, en aloësoorten. Sporen komen tevens voor in andere planten van de duizendknoopfamilie. Het zijn dikkedarmrelaxantia, welke via de dunne darm worden geresorbeerd en in de dikke darm worden uitgescheiden. Aldaar werken ze sterk laxerend door enerzijds verhindering van de waterresorptie en anderzijds reflectorische prikkeling van de dikke darm peristaltiek.
- Rubiaglycosiden zijn afgeleid van 1,2-dihydroxyantraquinone of 1,3-dihydroxyantraquinone (bijvoorbeeld alizarine), de oxygroepen bevinden zich uitsluitend aan één kern. Zoals de naam al aangeeft komen ze voor in meekrap (Rubia tinctorum), maar ook enkele andere planten uit de sterbladigenfamilie (Rubiaceae) bevatten deze stoffen, zij het in mindere mate. Voorbeelden zijn geel walstro (Galium verum), kleefkruid (Galium aparine) en lievevrouwebedstro (Galium odoratum).
- Steroïdglycosiden. Het aglycon is een steroïd skelet. Belangrijke stoffen zijn digoxine en digitoxine die in de moderne geneeskunde nog steeds, hoewel steeds minder, worden gebruikt. Ze worden gevonden in het geslacht vingerhoedskruid, (Digitalis) en in de sterhyacint- en strophantusfamilies.
- Isothiocyanaatglycosiden (mosterdolieglycosiden) (tegenwoordig glucosinolaten genoemd), die stimulerend werken op de spijsvertering bij anorexie en dyspepsie. Zoals de naam al doet vermoeden bevatten deze stoffen zwavel. Planten met mosterdolieglycosiden zijn bijvoorbeeld herderstasje (Capsella bursa-pastoris), witte mosterd (Sinapis alba), echt lepelblad (Cochlearia officinalis), mierik (Armoracia rusticana) en witte waterkers (Nasturtium officinale). Sinigrine en sinalbine komen in mosterdzaad voor.
- Blauwzuurglycosiden, zoals het giftige amygdaline in bittere amandelen. Deze glycosiden behoren tot de N-glycosiden. De stoffen komen veel voor in amandelnoten en in de pitten van kersen, appels, pruimen, perziken, abrikozen. Ook in cassave zitten veel van deze glycosiden die voor gebruik uitgewassen moeten worden.
- Aucubineglycoside. Dit glycoside komt voor in enkele planten uit de helmkruidfamilie (Scrophulariaceae) evenals in de weegbreefamilie (Plantaginaceae). De farmacologische werking vertoont in vele opzichten overeenkomsten met die van de saponinen. Voorbeelden van planten met aucubineglycosiden: ogentroost (Euphrasia officinalis), mannetjesereprijs (Veronica officinalis), smalle weegbree (Plantago lanceolata).
- Hartglycosiden (digitalisglycosiden). Hartglycosiden zijn glycosiden die invloed hebben op de beweging en het ritme van het hart. Ze komen voor in de bladeren van planten in het vingerhoedskruid-geslacht en verder in het lelietje-van-dalen (Convallaria majalis), zeeajuin (Urginea maritima) evenals in knopig helmkruid (Scrophularia nodosa).
- Fenolheterosiden (fenolglycosiden) of arbutosiden. Hiertoe behoren arbutine en de salicylglycosiden. Arbutine is een bestanddeel van de bladeren van de berendruifplant (Arctostaphylos uva-ursi) en bosbessenplant en wordt meestal via de nieren volkomen onveranderd uitgescheiden. Alleen in alkalische urine wordt arbutine gesplitst tot hydroquinon, dat een antiseptische werking in de urinewegen heeft. Salicine (dat in het lichaam wordt omgezet in salicylzuur), populine en gaulterine hebben praktisch dezelfde farmacologische eigenschappen, namelijk:

1. Antipyretisch, analgetisch en antireumatisch
2. Desinfecterend op de slijmvliezen van het maag-darmkanaal
3. Het gezamenlijk glycosidencomplex van de zwarte populier (Populus nigra) namelijk (salicine en populine) verhoogt de oplossing en uitscheiding van urinezuren.
4. Diuretische werking van gaulterine in moerasspirea (Filipendula ulmaria)

Salicylzuren komen voor in onder meer schietwilg (Salix alba), moerasspirea (Filipendula ulmaria), zwarte populier (Populus nigra).
- Coumarineglycosiden. In het algemeen bevatten coumarine bevattende planten een milde anticoagulerende werking. Ze worden bovendien gebruikt als geurstof. In hoge doseringen zijn coumarines als antagonist van vitamine K te beschouwen. Planten met coumarineglycosiden zijn lievevrouwebedstro (Galium odoratum), citroengele honingklaver (Melilotus officinalis), paardenkastanje (Aesculus hippocastanum), echte kamille (Matricaria recutita), echte lavendel (Lavandula angustifolia), kleine bevernel (Pimpinella saxifraga) en wijnruit (Ruta graveolens)
- Flavonoïdglycosiden. Deze grote groep bevat vele glycosiden. Het zijn glycosiden die bij hydrolyse als aglycon een flavon geven. De therapeutische werking van de flavonglycosiden is:

1. Algemeen cardiotonisch
2. Vermindering van de permeabiliteit van de capillairen
3. Bevordering van de diurese
4. Vermindering van de galsecretie en mild laxerend
5. Bevordering van de kalkafzetting vanuit het bloed naar de weefsels
6. Algemeen roborerend (versterkend) en toniserend (spierspanning verhogend)

Planten met flavonglycosiden als hoofdbestanddeel zijn meidoorn (Crataegus oxycantha), struikhei (Calluna vulgaris), es (Fraxinus excelsior), vlasbekje (Linaria vulgaris), kattendoorn (Ononis spinosa), sleedoorn (Prunus spinosa), Wijnruit (Ruta graveolens).
- Anthocyaanglycosiden: Deze kleurstofglycosiden zijn nauw verwant met de flavonglycosiden. Hun fysiologische werking is gelijk aan die van de flavonglycosiden, maar zwakker. Planten met anthocyaanglycosiden zijn korenbloem (Centaurea cyanus), groot kaasjeskruid (Malva sylvestris), boerenpioen Paeonia officinalis), grote klaproos (Papaver rhoeas), gevlekt longkruid (Pulmonaria officinalis), hondsroos (Rosa canina), maarts viooltje (Viola odorata), Driekleurig viooltje (Viola tricolor).

- Saponinen. Saponinen zijn glycosiden waarvan het aglycon bestaat uit ofwel een steroïdlichaam, ofwel uit een naftaline-structuur.

## Verspreiding
- Plantenrijk

De glycosiden komen verspreid in het plantenrijk voor, maar bepaalde glycosiden met kenmerkende aglyconen zijn ook kenmerkend voor bepaalde plantenfamilies.
- Dierenrijk

Ook in dieren komen stoffen voor die feitelijk glycosiden zijn. In het menselijk lichaam bijvoorbeeld, worden metabolieten van farmaca (in het algemeen niet-suikers) vaak in de lever gekoppeld aan de suiker glucuronzuur. Hierdoor neemt de wateroplosbaarheid toe waardoor de metaboliet beter via de nieren uitgescheiden kan worden.